# Eucalyptus mannifera
Eucalyptus mannifera là một loài thực vật có hoa trong Họ Đào kim nương. Loài này được Mudie mô tả khoa học đầu tiên năm 1834.

## Hình ảnh

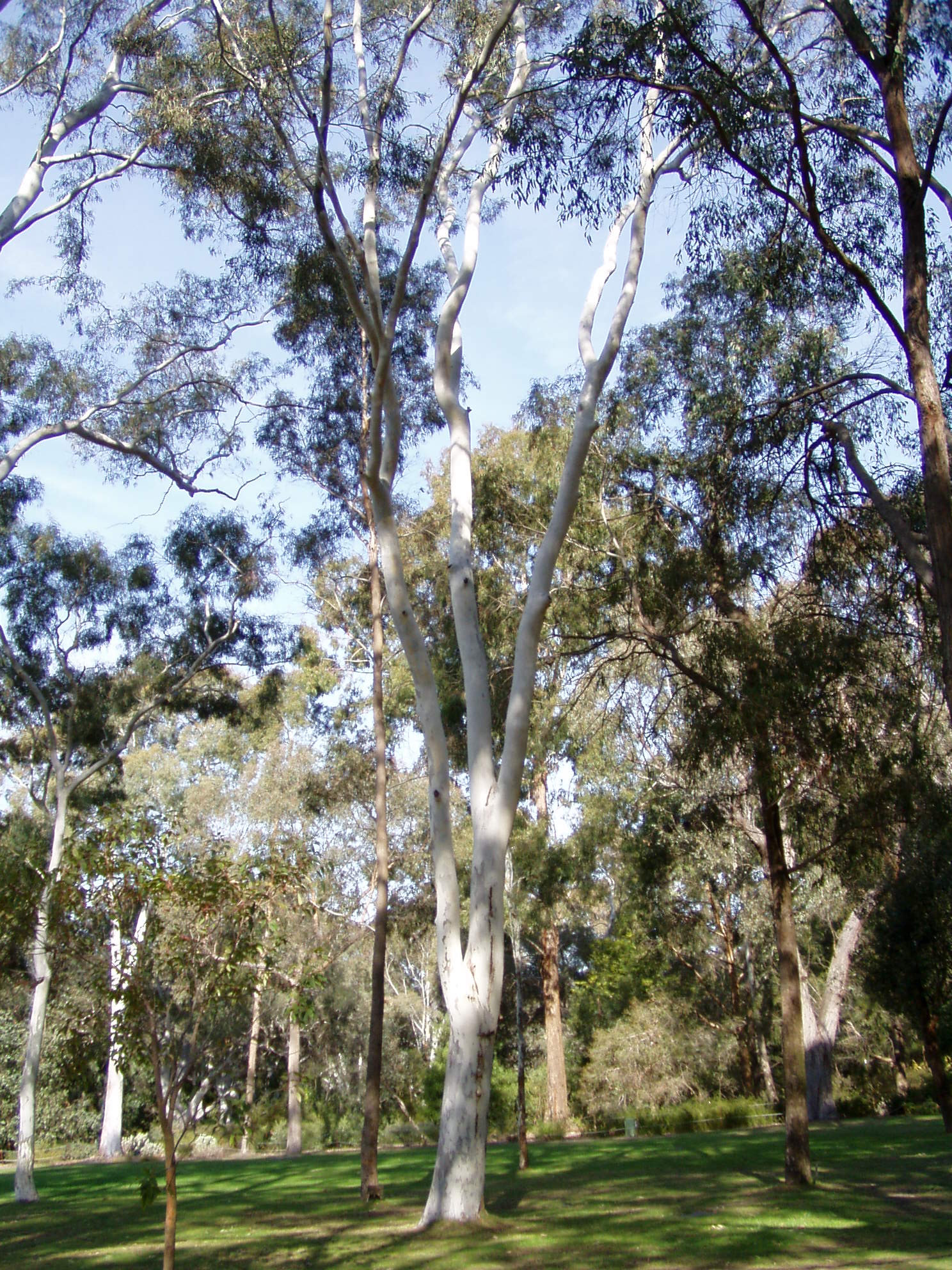
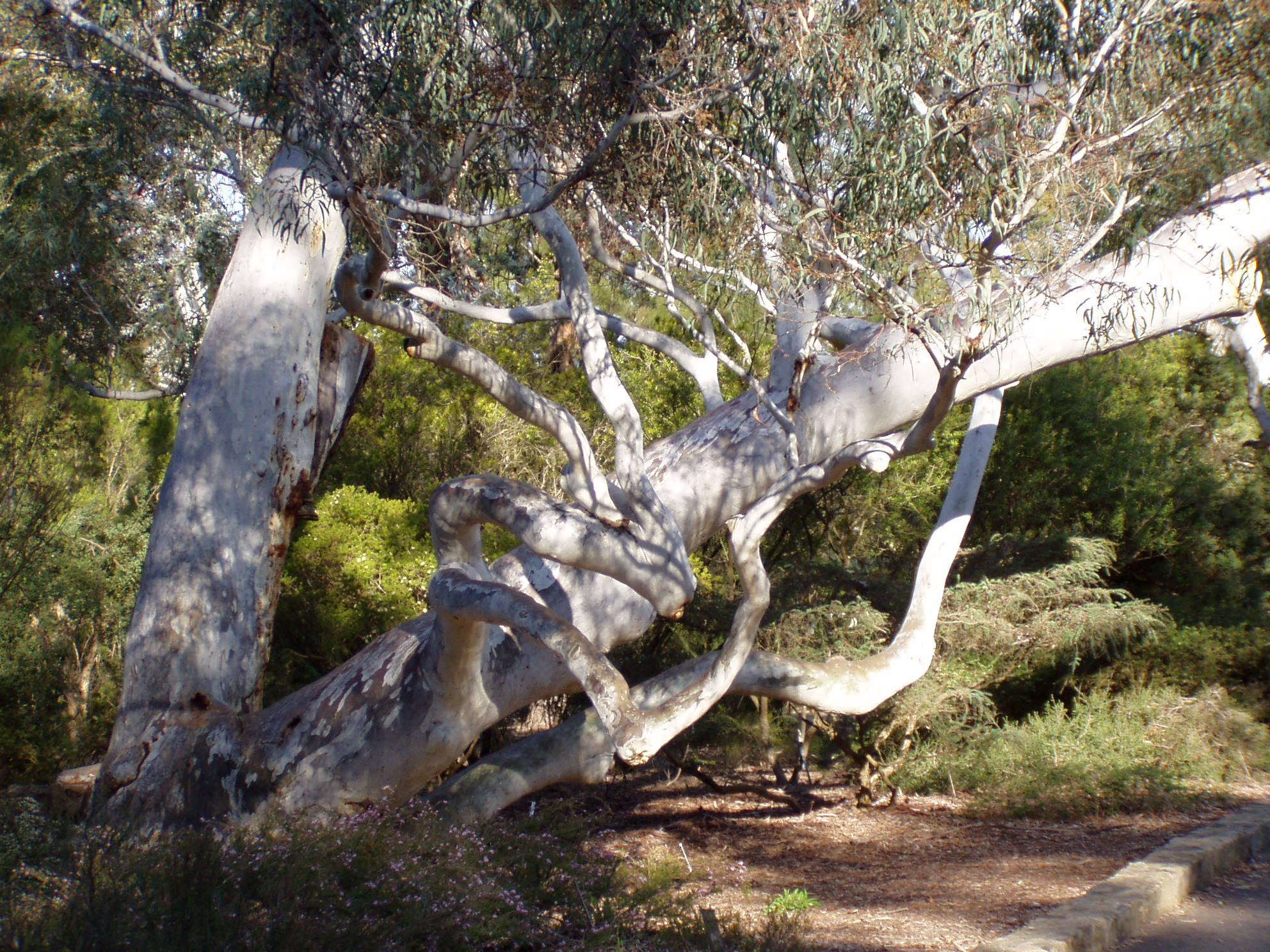
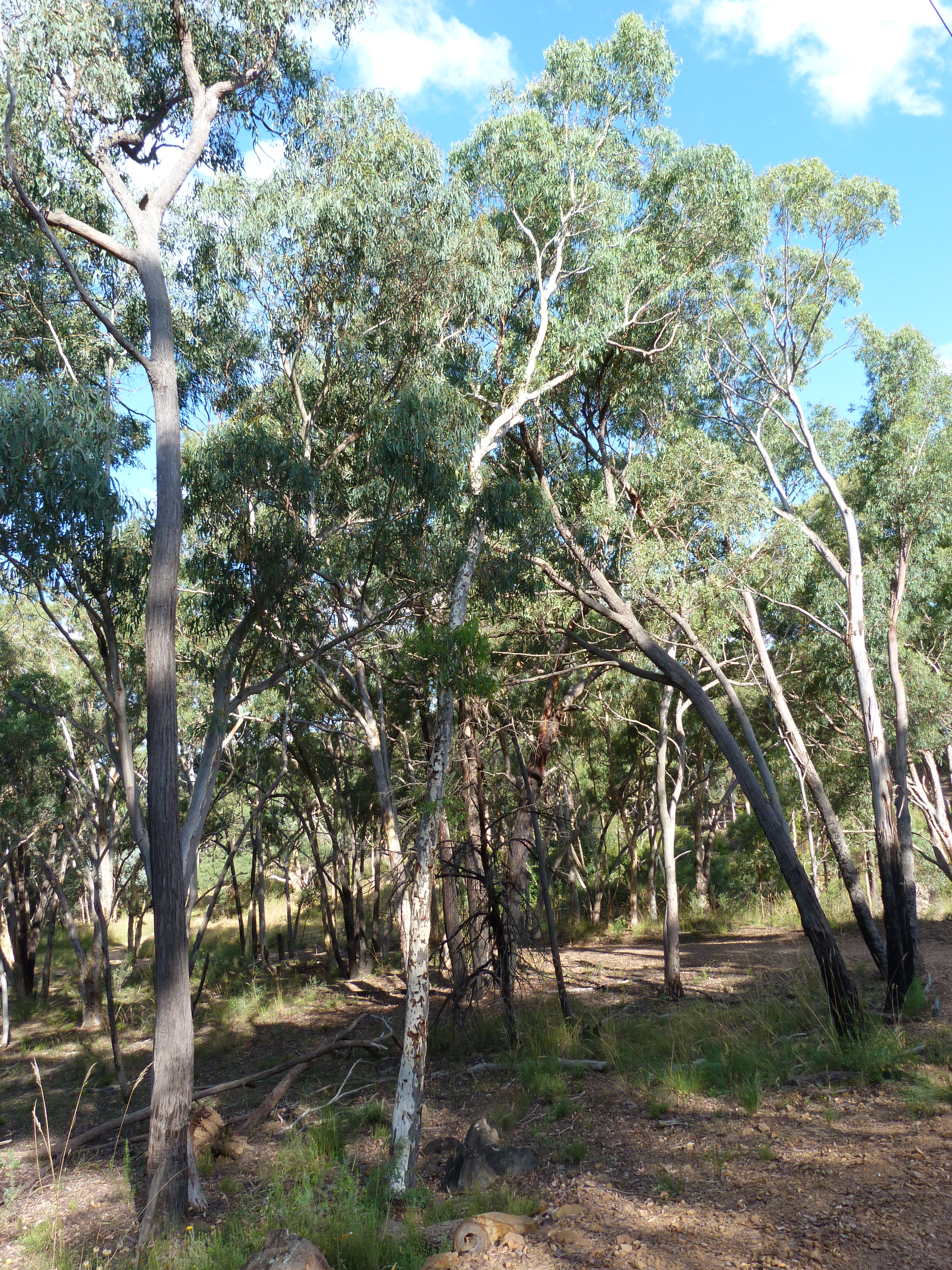
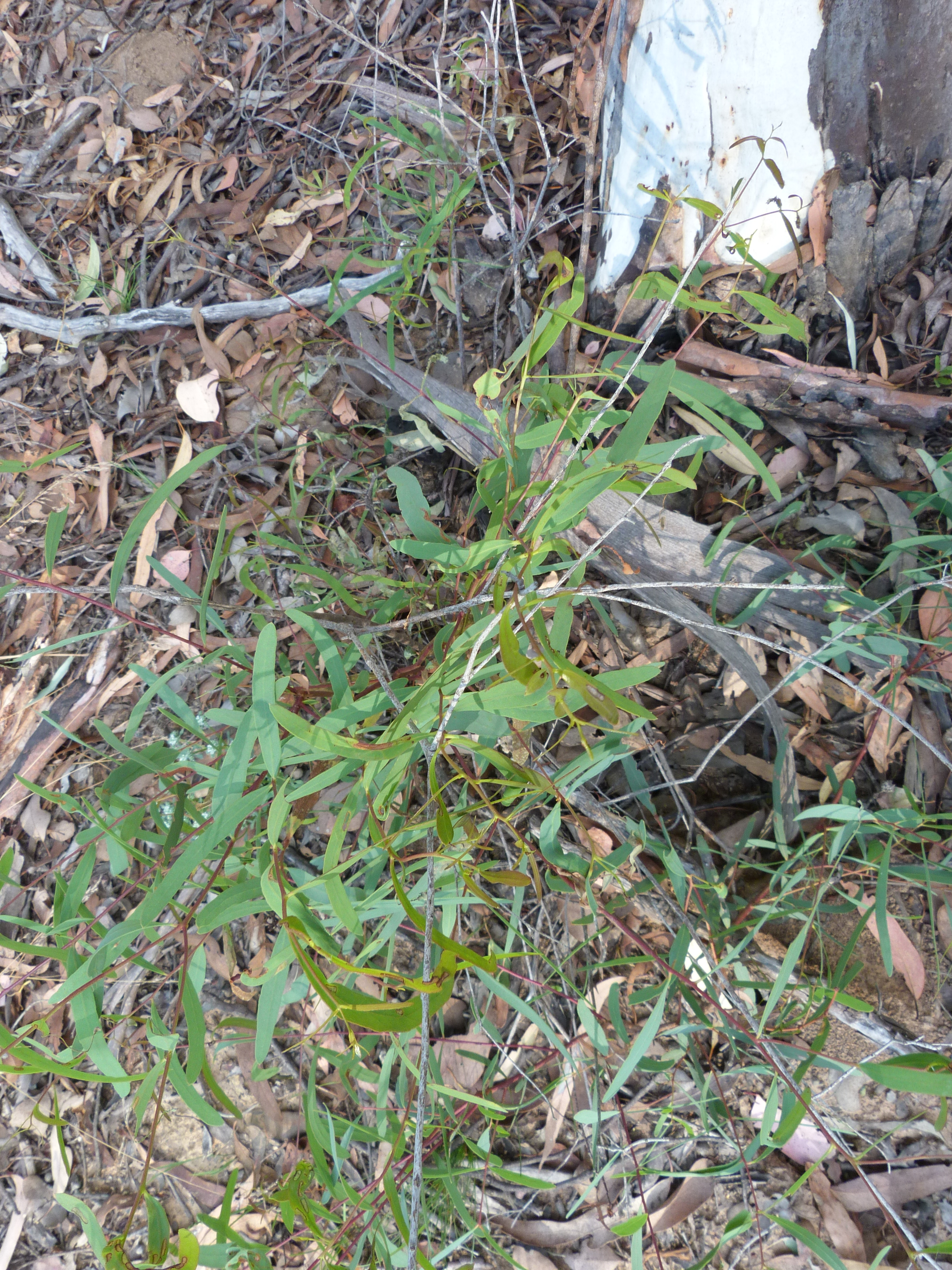